# آرمینه آندا
آرمینه آندا (ارمنی: Արմինե Անդա؛ ؛ زادهٔ ۷ آوریل ۱۹۶۵)، بازیگر، نویسنده و تهیه‌کننده اهل ارمنستان است.

## زندگی‌نامه
وی با نام اصلی آرمینه آبراهامیان (ارمنی: Արմինե Աբրահամյան) در ۷ آوریل ۱۹۶۵ در ایروان به دنیا آمد و از انستیتو دولتی سینما و تئاتر ایروان فارغ‌التحصیل گشت. 

## گزیده فیلم‌شناسی
- ژانان و صداها